# II. Fruela leóni király
II. Fruela (875 – 925 márciusa) Asztúria királya (910–925) és León királya (924–925), a Kantábriai-házból. III. (Nagy) Alfonz asztúriai király fia.
Apja, III. (Nagy) Alfonz, Asztúria királya, anyja Jimena (?–912), az Arista-Íñiga házból származó García Íñigueznek, Pamplona/Navarra királyának a leánya és Fortun Garcés pamplonai/navarrai király testvére. 
Alfonz már a 890-es évek végétől folyamatosan szembesült fiai, García, Ordoño és Fruela lázongásaival. A fivéreket támogatta édesanyjuk, Jimena és a nemesség egy jelentős része is, élükön Nuño Fernández kasztíliai gróffal, akinek a leányát, Muniát, García, Fruela fivére feleségül vette.
III. Alfonz végül belefáradt a fiaival való konfliktusba. A polgárháború elkerülése céljából engedett a feudális nemességnek, 910-ben lemondott e három fia javára, és felosztotta közöttük a birodalmát. III. Alfonz még ebben az esztendőben elhunyt. Fiai közül I. García leóni király, míg II. Ordoño Galícia királya, később leóni király, II. Fruela pedig asztúriai király lett, ő volt egyébként az utolsó asztúriai király.
Annak ellenére, hogy II. Ordoñónak három fia is volt, Sáncho Ordoñez, Alfonz, valamint Ramiro; a Leóni Királyság trónján II. Ordoñót az öccse, II. Fruela követte. Ez komoly belső feszültségeket okozott a királyságban, ugyanis II. Ordoño fiai a nagybátyjukat trónbitorlónak tartották. A Leóni Királyságban csak rövid ideig regnáló II. Fruelát a források zsarnoki természetű uralkodónak jellemzik. Fia Froilaz Alfonz, akinek az édesanyja Nunilo Jimena, II. Fruela első felesége, valószínűleg a pamplonai/navarrai királyi családból származott.